# San Juan Acateno
La Junta auxiliar de San Juan Acateno se encuentra localizado en el norte del estado mexicano de Puebla. Su nombre oficial es el de San Juan Acateno y el nombre de su cabecera municipal es Teziutlán. Colinda al norte y al este con el municipio de Hueytamalco, y al sur y al este con el municipio de Teziutlán.

## Toponimia
El nombre de Acateno viene del náhuatl acatl, que significa "carrizo", tentli, que significa "orilla" y ohtli, que significa camino; es decir, en conjunto significa "Carrizo a la orilla del camino".

## Clima
El clima de la junta auxiliar es muy similar al de Teziutlán.

## Orografía
El municipio se localiza en la porción oriental del declive del golfo, declive septentrional de la sierra norte hacia la llanura costera del Golfo de México, y se caracteriza por su Territorio de cultivo. La Junta Auxiliar presenta un relieve muy pequeño en general, mide más de 13 kilómetros. La segunda cruza la porción central y termina al sur de la localidad de San Juan Acateno; mide aproximadamente 6 km y culmina en cerros como el Tepalcachi y Acateno. Al extremo noreste la topografía es plana en tanto que al centro Oeste se levanta una extensa aunque irregular mesa. Por último al sureste y noroeste, se alzan numerosos cerros y lomas aisladas de baja altura. El municipio presenta una tendencia a declinar a partir del centro hacia el Oriente y hacia al Poniente, oscilando su altura entre 90 y 360 m s. n. m.

## Hidrografía
La Junta Auxiliar pertenece al municipio de Teziutlán la mayor parte de la Junta Auxiliar se localiza dentro de la región morfológica de la sierra norte pertenece a la vertiente septentrional del municipio de Teziutlán, formada por las distintas cuencas parciales de los ríos que desembocan en el Golfo de México, con una gran cantidad de caídas. 
La Junta Auxiliar del municipio de Teziutlán es recorrido por varios ríos permanentes que cruzan en su mayoría el territorio de sur a norte; por ejemplo: el río que pasa por Chignautla y también por San Diego y por San Juan Acateno, antes de salir de la junta auxiliar 

## Población
San Juan Acateno cuenta con una población de 10,000 habitantes, de acuerdo al II conteo de Población y Vivienda, INEGI, 2005.

## Economía
En Acateno se cultiva principalmente el maíz. En ganadería se cría ganado bovino, porcino, equino, caprino, asnal y mular, así como aves de corral y Cuenta con molinos de nixtamal.  Desde hace ya varios años, la población se sostiene económicamente trabajando en fábricas y talleres de la industria textil, desemeñando actividades propias de la maquila de ropa.

## Cultura
El principal monumento histórico de San Juan Acateno es la iglesia de La virgen de San Juan de los Lagos, ubicado en la cabecera municipal.

## Galería de imágenes
| San Juan Acateno |
|                  |